# Jörgenstein

Der Jörgenstein im Weitmarer Holz

Der Jörgenstein ist ein Denkmal im Bochumer Forst „Weitmarer Holz“. Der Stein – ein rund sechs Tonnen schwerer eiszeitlicher Findling aus Syenit – befindet sich neben einer Lichtung im Weitmarer Holz in unmittelbarer Nähe des Weges zwischen der Blankensteiner Straße und dem Malakow-Turm der ehem. Zeche Brockhauser Tiefbau am Bliestollen. Der Stein trägt die Inschrift: „Zur Erinnerung an den Bochumer Heimatschriftsteller Georg Breuker. Er beschrieb in seiner Romanfigur „Jörgen der Bergmann“ die Arbeitswelt der Menschen an der Ruhr.“
Er erinnert an den Bochumer Heimatdichter Georg Breuker (1876–1964) und an seine Romanfigur Jörgen. Breuker beschreibt in seinem sozialkritischen Roman „Jörgen der Bergmann“ die Arbeitswelt der Bergleute im 18./19. Jahrhundert und entwirft ein Modell wie Bergleute ihre Betriebe als Anteilseigner selbst verwalten für eine gerechtere Verteilung der Gewinne. Dieses Thema greift Breuker auch in einem weiteren Roman „Der kleine Robinson“ auf, welcher auf junge Leser zugeschnitten ist. In beiden Romanen entdeckt Jörgen, dass die im Ruhrtal offen rumliegenden schwarzen Steine – die Steinkohlen – brennen. Dieses dient zwar als Aufhänger für die Handlung, wird aber als Vorgang nur kurz beschrieben. In dem 350 Seiten starken Buch nimmt die Entdeckung der Steinkohle nicht einmal eine Seite in Anspruch.
In der Vorstellung der Bevölkerung steht der Jörgenstein allerdings für die Entdeckung der Steinkohle an sich. Sagen und Legenden ranken sich um dieses Thema. Geschichtlich belegen lassen sich diese aber nicht. In allen Bergbauregionen der Erde gibt es ähnliche Sagen. Mit Georg Breuker haben sie alle nichts zu tun.

## Die Sage
Der „Jörgenstein“ – Schweinehirt Jörgen entdeckt die Kohle
Es war an einem Winterabend, vor langer, langer Zeit. Jörgen hatte den ganzen Tag über Schweine gehütet und wollte nun eine Kuhle graben, um darin Brennholz zu entzünden, denn bei dieser lausigen Kälte waren ein Feuer und eine warme Mahlzeit genau das Richtige, um sich wieder wohlzufühlen. Gerade als Jörgen die Feuerstelle auszuheben begann, sah er, dass eines der Schweine schon ein Loch gewühlt hatte: „Warum dann noch graben?“, dachte er und entzündete dort sein zuvor gesammeltes Holz. Nach der Mahlzeit kroch er neben dem Feuer unter seine Decke und schlief ein.
Als Jörgen am Morgen erwachte, staunte er nicht wenig; zwar brannte das Feuer nicht mehr, aber die schwarzen Steine, auf denen er das Feuer am Abend zuvor entzündet hatte, glühten und funkelten in den schönsten Farben und gaben Wärme ab. Er konnte es kaum fassen und hielt diese seltsamen schwarzen Steine für verhexte Zaubersteine; daher verließ er mit seiner Herde diesen unheimlichen Ort.
Am nächsten Tag jedoch geschah das gleiche, wieder entfachte er in einer von Schweinen vorgegrabenen Kuhle ein Feuer, wieder lagen dort diese seltsamen schwarzen Steine, und wieder glühten sie, als er morgens erwachte. Doch nun war unser Hirte nicht mehr so ängstlich, nahm ein paar dieser Steine mit ins Dorf und berichtete den staunenden Leuten von seiner großartigen Entdeckung. Diese wollten nun ebenfalls solche Wundersteine besitzen, und Jörgen zeigte ihnen die Stellen, wo sie zu finden waren. Die einen sammelten die Steine vom Erdboden auf, und die anderen gruben in Löchern nach ihnen. Zuhause angelangt, erfreuten sich die eifrigen „Bergleute“ an den wärmenden Zaubersteinen, mit denen sie vortrefflich heizen konnten.
Zuvor hatten die Leute Holz zum Kochen verwendet, aber der neue Brennstoff gab viel mehr Wärme ab und war hart wie Stein, deshalb nannten sie ihn „Steinkohle“. Eines Tages ging die Botschaft durch das Land, dass die wunderschöne Königstochter den Mann zum Bräutigam nehmen wollte, der ihr die schönsten Edelsteine bringe. Davon hörte auch der Schweinehirt und beschloss, das Herz der Schönen für sich zu gewinnen. Er füllte einige Kohlestücke in einen Beutel und machte sich auf den langen Weg zum prächtigen Königsschloss. Nach tagelanger Wanderung erreichte der Hirte endlich sein Ziel und begehrte bei den Palastwachen Einlass. Auf die Frage, was er wolle, antwortete er nur: „Die Hand der Königstochter!“ Die Wachen lachten ihn aus, sie schlugen sich auf die Schenkel und zeigten mit den Fingern auf den in schmutziger und zerrissener Kleidung vor ihnen stehenden Schweinehirten. Um noch mehr Anlass zur Belustigung zu erhalten, ließen die Wachen den Hirten zum Schloss hinein.
Er ging auch gleich in den prächtigen Thronsaal und sah, dass schon viele Grafen, Herzöge und junge Prinzen in schmuckvollster Kleidung und mit den kostbarsten Edelsteinen in der Hand in einer langen Reihe darauf warteten, einer nach dem anderen seine Gaben vor der schönen Prinzessin ausbreiten zu können. Endlich kam auch der junge Schweinehirt an die Reihe und stand nun schmutzig und zerlumpt mit seinen schwarzen Kohlen in der Hand vor der Prinzessin. Bei diesem Anblick schrie sie laut auf und sagte: „Was willst du denn hier, du hast dich wohl verirrt, nach Edelsteinen steht mir der Sinn!“ „Warte einmal ab“, sagte der Hirt und legte die schwarzen Steine ins Feuer, wo sie bald in den herrlichsten Farben, in Rot, Gelb, Blau und Orange aufleuchteten und eine angenehme Wärme verbreiteten. Die Prinzessin schaute diesem Schauspiel erstaunt zu, denn so etwas Wunderbares hatte sie noch nie gesehen.
„Diese schwarzen Diamanten sind wirklich die allerschönsten Edelsteine!“, sagte die Königstochter.
Einige Wochen später heirateten Prinzessin und Schweinehirt, ein großes Fest wurde gefeiert, und beide lebten lange Jahre glücklich und zufrieden miteinander zusammen.

## Ehrung

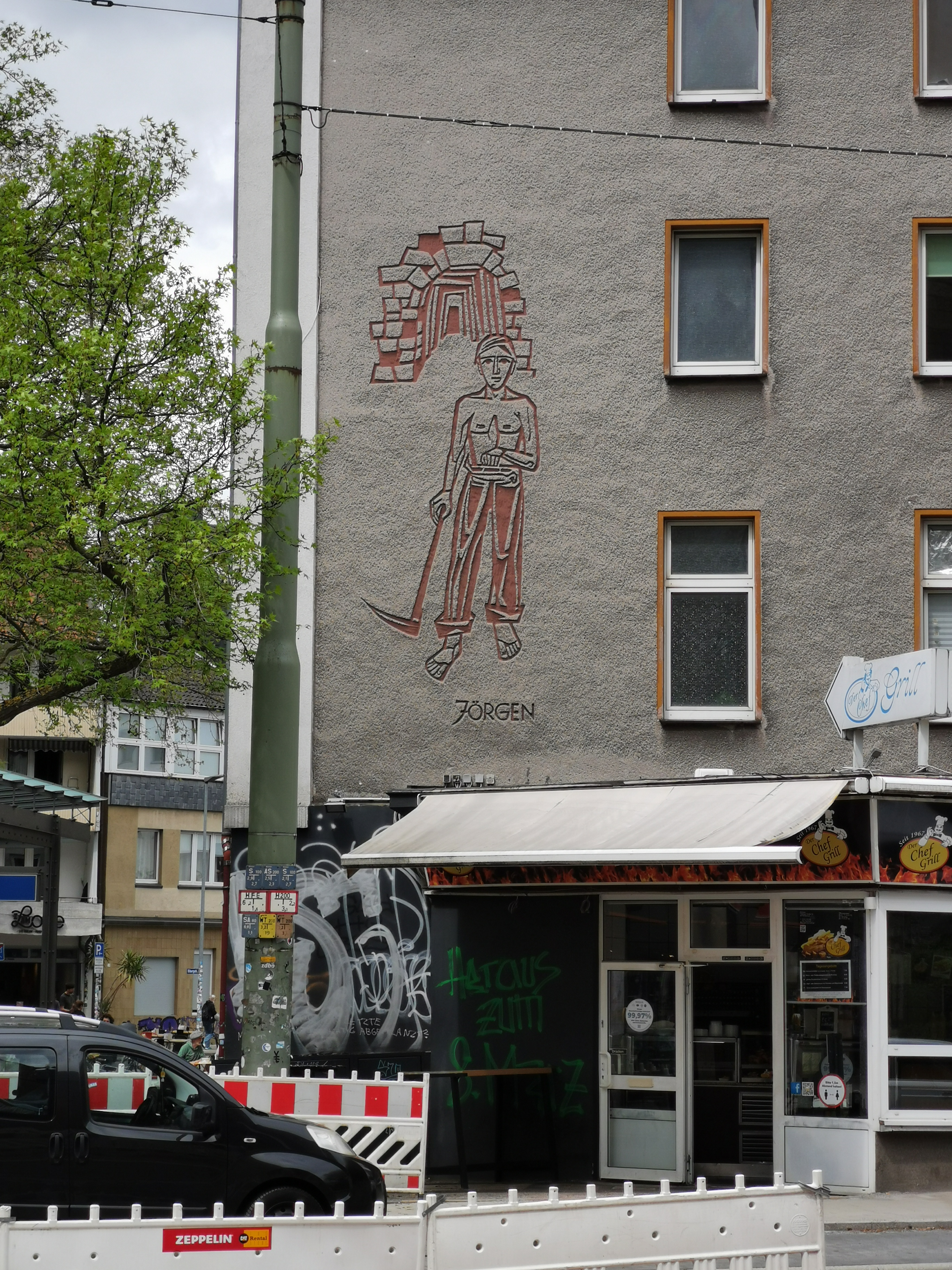
Sgraffito des Jörgen

Neben dem „Jörgenstein“ im Weitmarer Holz wurde mit dem Jörgenbildnis an der Hattinger Straße/Pieperstraße gegenüber der Kirche St. Meinolphus und Mauritius in der Bochumer Innenstadt dem Hirten Jörgen ein weiteres Denkmal gesetzt.
Koordinaten: 51° 26′ 1,9″ N, 7° 11′ 57,8″ O